# Aikwood Tower
Aikwood Tower (ook bekend als Oakwood Tower) is een 16e-eeuws Toren in de Scottish Borders, Schotland, 7 km ten zuidwesten van Selkirk aan het riviertje Ettrick Water. De toren is gebouwd in 1535, verlaten in de late 18e eeuw en als een opslagruimte van een nabijgelegen boerderij. De liberale politicus David Steel heeft het huis in de jaren negentig gerestaureerd. In Aikwood Tower is een permanente tentoonstelling ondergebracht van de schrijver en dichter James Hogg (1770–1835).